# 盧昌明
盧昌明（1956年11月1日—2008年9月29日），是一位台灣廣告、音樂錄影帶導演，同時也身為廣告創意人、詞曲創作者以及唱片製作人，活躍於1980至2000年代。

## 生平
1981 年，盧昌明與同學林信男兩人以「自然之忘」拿下金穗獎第四屆（1981）16mm 短片佳作。從此開啟影像與音樂創作之路。在 80 年代替司迪麥口香糖拍攝廣告，以「幻滅是成長的開始」、「我有話要說」、「貓在鋼琴上昏倒了」一系列主題，開創了「意識型態廣告」手法顛覆傳統創作，更間接挑戰當時威權體制與保守社會風氣。

除了廣告創作受國際肯定，在音樂創作上亦是豐富，如早期鄭怡的「心情」(1987)，到非歌手概念專輯「熱戀傷痕」(1988)，黃大煒的「乘著風」(1991)，再到後期的蘇慧倫「戀戀真言」(2001)，持續不斷的詞曲創作，使其音樂作品跨越數世代。

＂心情＂ㄧ曲非常轟動，是盧昌明的成名曲，也為鄭怡再創事業高峰。（同專輯的＂櫥窗＂是山葉音樂教室廣告曲）
熱戀傷痕有一項紀錄空前絕後，那就是廣告歌，＂初戀＂是義美喜餅，＂找ㄧ個藉口吧＂是海鳥洗髮精，＂呆駐街頭＂是愛迪達運動鞋，從來沒有ㄧ張唱片有三首歌之多被電視廣告採用。
盧昌明在1988年出了一張個人專輯，以非賣品的型式流傳，之後由於可登不願正式的製作專輯所以跳槽，在1990年給何方寫了ㄧ首主打歌後，於1991年出了一張熱戀傷痕２。
2000 年後淡出，2008 年 9月 29 日逝世，蘇慧倫、蔡燦得紛表感傷與追念。2010年金馬奇幻影展閉幕時，導演侯季然與蘇慧倫一起向盧昌明致意。2012 年 11 月 4 日由黃玠、李欣芸、魏如萱等歌手，在Legacy Taipei音樂展演空間舉辦「盧昌明的生活提案」紀念演唱會。

## 廣告
1985 年 -「司迪麥口香糖-我有話要說篇 」。

1990 年 -「司迪麥口香糖-幻滅是成長的開始篇」。

1990 年 -「司迪麥口香糖-貓在鋼琴上昏倒了篇」。

其他 - 「柯達底片廣告」、「麥當勞廣告」。

## 音樂
音樂作品包含詞曲創作或專輯製作人

### 1980年
- 高敏惠 - 一窗清響，《金韻獎(六)》合輯 (新格唱片)

### 1987年
- 伊能靜 - 星期六的下午，《有我有你》專輯 (飛鷹製作飛碟發行)
- 紅唇族 - 我的秘密，《海水正藍》專輯 (可登唱片)
- 鄭　怡 - 心情、櫥窗，《心情》專輯 (可登唱片)
- 曲祐良 - 你了解自己嗎，《捨不得分開》專輯 (可登唱片)
- 馬玉芬 - 忍不住看他，《多情會有問題》專輯 (可登唱片)

### 1988年
- 劉淑娟 / 賈志筠 / 盧昌明 - 《熱戀傷痕》專輯、盧昌明全詞曲創作 (可登唱片)
- 鄭　怡 - 離家出走、不得不想你、點點滴滴，收錄於《離家出走》專輯 (可登唱片)
- 馬玉芬 - 第一次，《愛情的臉》專輯 (可登唱片)
- 曲祐良 - 一無所有，《心裡龍》專輯 (可登唱片)

### 1990年
盧昌明-《少數民族》專輯 (福茂唱片)

### 1991年
- 何方-《我不是那種人》專輯
- 黃大煒 - 乘著風，《環遊地球世界報導》專輯 (可登唱片)

### 1992年
- 黃小琥 - 藍色漸層，《分不到你的愛》專輯 (可登唱片)

### 1994年
- 藍心湄 - 我給你，《愛我到今生》專輯 (寶麗金唱片)

### 2001年
- 徐懷鈺 - 我又不是沒愛過、謎、我真的很愛你，《完美小姐》專輯 (魔岩唱片)
- 蘇慧倫 - 戀戀真言、因為、Dying、最後一次感動，《戀戀真言》專輯 (滾石唱片)

### 2003年
- 林嘉欣 - 消失行蹤，《午夜11:30的星光》專輯 (EMI科藝百代唱片)

### 2005年
- 《陽光‧舞‧甜橙》專輯與作曲人李欣芸合作 (風潮唱片)

### 2010年
- 蘇慧倫 - 有一天，收錄於《有一天》電影原聲帶。

## MV
- 鄭怡：1987年《心情》為海鳥洗髮精廣告曲。當時紅脣族第一代關玉梅、丁柔安擔綱，以雙方閨密觀點、互為主角的廣告MV。
  - 關玉梅版：標題輝靛色區別[11]。
  - 丁柔安版：標題粉紅色區別[12]。
- 黃韻玲：沒有你的聖誕節 [13]。
- 陳綺貞：會不會、讓我想一想，此兩隻 MV 為盧昌明化名為「非也」，幫當時仍是新人的陳綺貞拍攝的音樂錄影帶[14]。
- 熱戀傷痕專輯：熱戀傷痕、初戀、藍色漸層、呆駐街頭。
- 少數民族專輯：不必哀怨，女主角: 李祖寧[15]。
- 蘇慧倫：戀戀真言 [16]。

## 著作
- 心靈醫生 (1991)[17]。